# Sterndrive

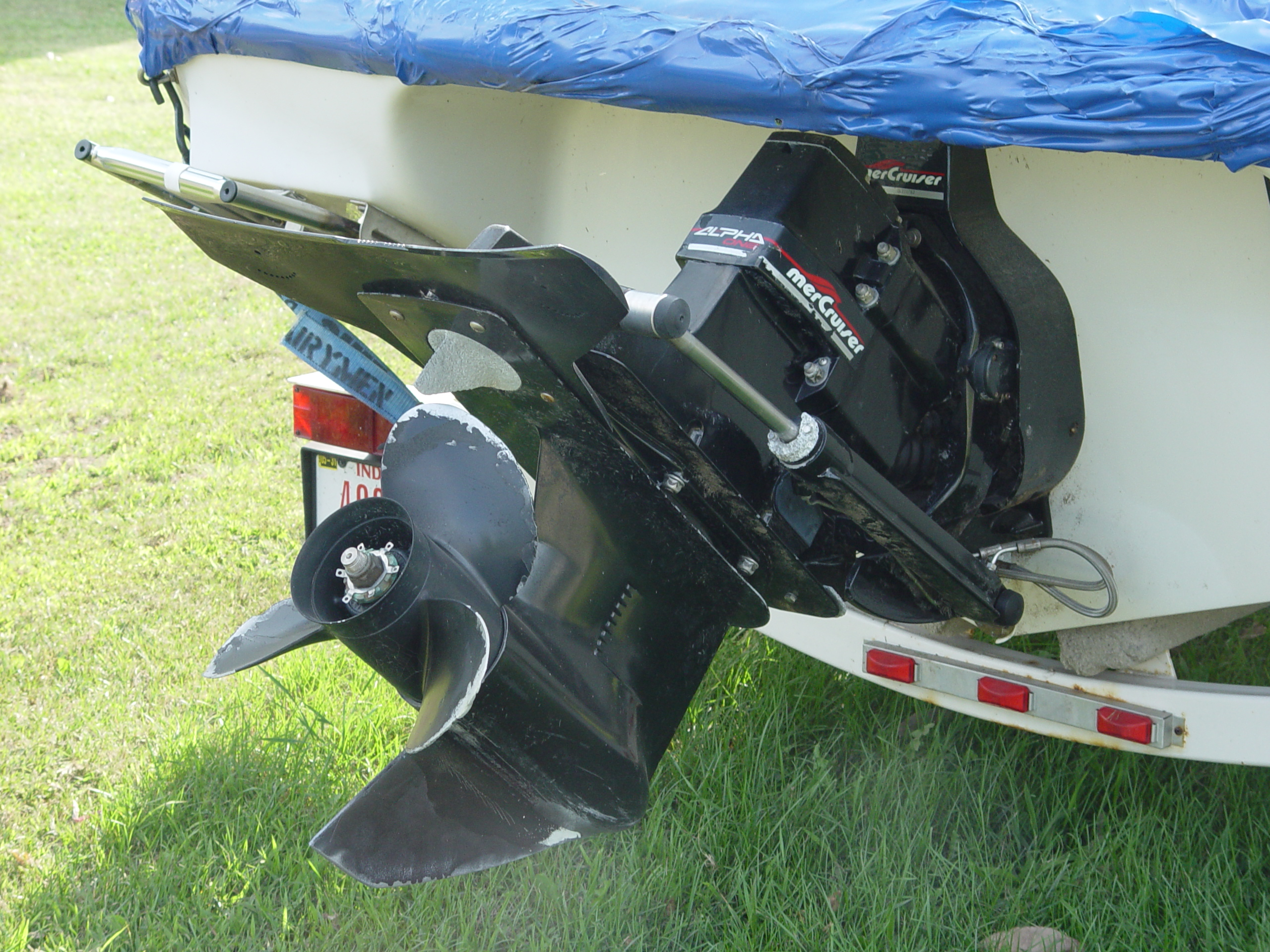

Sterndrive est un type de propulsion maritime qui consiste en un moteur in-board et un moyen de direction hors-bord. Le moteur se trouve juste en avant du tableau arrière, tandis que la partie directionnelle est située à l'extérieur de la coque.

## Fonctionnement
La partie directionnelle (externe), transmet la puissance du moteur in-bord, généralement positionné au-dessus de la ligne de flottaison à l’intérieur de la coque, vers l'extérieur à travers le tableau arrière et vers le bas jusqu’à l'hélice sous l’eau.
La partie externe, connue aussi sous le nom d’embase, ressemble à la moitié d’un moteur hors-bord. Elle est composée de 2 parties: 
- une partie supérieure, contenant un arbre de transmission horizontal, qui fait la connexion à travers le tableau arrière entre le moteur et un engrenage à 90°,
- une partie inférieure, contenant un arbre d’entrainement vertical qui reçoit l'énergie de l’engrenage  supérieur et la transmet à l’arbre de l’hélice, grâce à un autre engrenage à 90°.

Les bateaux équipés d’un système Sterndrive n’ont pas besoin de gouvernail, ils sont pilotés grâce au pivotement de la partie extérieure. Comme sur un moteur hors-bord, c’est l’hélice qui dirige directement le bateau.
L’embase peut être remontée lors d’un transport sur remorque et à l’arrêt afin d’éviter l’encrassement. 
Cette partie peut être adaptée sur différents moteurs dans la fourchette de puissance correspondante. Les 2 parties (extérieure et intérieure) peuvent être achetées séparément pour adapter les rapports de boîte et les tours d’hélice. La partie basse peut être fournie avec un équipement contre-rotatif pour disposer d’un couple équilibré dans les installations à deux hélices.
Les moteurs sterndrive sont similaires à ceux utilisés dans les systèmes inboard.
Historiquement, les plus populaires en Amérique du Nord étaient les versions marines des moteurs automobiles Chevrolet et du moteur Ford V-8. En Europe, les moteurs diesel sont plus populaires, atteignant 400 chevaux pour le modèle «Volvo Penta D6A-400»
MerCruiser est une autre marque de sterndrive, (fabriquée par «Brunswick corporation’s Mercury Marine qui fait aussi des moteurs hors-bords). MerCruiser a une part de marché légèrement plus importante aux États-Unis alors qu’en Europe Volvo-Penta a une part de marché de 80 %. En 1999, Brunswick a été poursuivi par Volvo Penta pour monopolisation du marché du stern-drive aux États-Unis.

### Historique
L’histoire de la propulsion sterndrive commence pendant la Première Guerre mondiale avec la production des Motoscafo Armato Silurante (vedettes lance-torpilles) par Isotta-Fraschini à 2 hélices contrarotatives.
En 1948, l'ingénieur de l’entreprise Mercury Marine, Charlie Strang, a couplé un moteur de voiture de course en aluminium à l’unité inférieure d’un moteur hors-bord, créant un système de propulsion marine plus puissant que les moteurs hors-bords de l’époque.
Durant les années 1950, Charlie Strang et son collègue ingénieur Jim Wynne ont travaillé pour le fondateur de Mercury, Carl Kiekhaefer qui était initialement farouchement opposé à ce type de technologie qui captera finalement 80 % du marché. En 1959 Wynne quitta Kiekhaefer et, en moins de 90 jours il développa son propre modèle de sterndrive, qu’il fit breveter plus tard.
Le premier lancement commercial des sterndrive était le modèle Volvo Penta «Aquamatic» en 1959 au salon nautique de New York. Kiekhaefer lança le premier sterndrive MerCruiser en 1961 à l’occasion du salon nautique de Chicago. La gamme MerCruiser comprenait alors des modèles de 125 à 200 cv ce qui était très puissant pour l’époque. En 1962, 16 fabricants produisaient des systèmes sterndrives. Un des concurrents de MerCruiser était la «Outboard Marine Corporation» (OMC), mais, en raison de plusieurs guerres de brevets, la O.M.C. cessa la production.

### Caractéristiques
Avantages du système sterndrive par rapport aux hors-bords:
- puissance moteur plus élevée que le système hors-bord,

- un tableau arrière propre, sans découpe pour l’installation du moteur, ce qui rend plus facile l'accès à bord.

Les avantages du système sterndrive face aux systèmes in-board comprennent une motorisation plus simple pour les constructeurs de navire, éliminant la nécessité pour eux de concevoir des systèmes compliqués d’arbres de transmission et de gouvernail. Autre avantage : une place importante est gagnée avec le moteur monté à l'arrière, libérant ainsi le volume intérieur du bateau pour l’espace d’occupation. Ceci est un critère très important pour les consommateurs qui sont intéressés par des petits navires de croisière, navires ayant des équipements comme des toilettes, une cuisine, des cabines séparées… le tout dans un bateau de moins de 30 pieds de longueur.
Le principal désavantage des systèmes sterndrives face aux moteurs inboards est qu’ils sont plus exposés à l’environnement extérieur: Il y a des tuyaux d’huile et des flexibles en caoutchouc sous l’eau qui peuvent être endommagés. Il y a aussi plus de composants immergés qui sont exposés à la corrosion.
La maintenance sur les sterndrive, est plus compliquée que sur les hors-bords de certaines façons et moins d’autres façons. En effet, les moteurs sterndrive ne sont pas aussi facilement amovibles que les petits moteurs hors-bords, les grands moteurs hors-bords (qui combinent un gros moteur et une grande hélice) sont plus gros, plus massifs et plus lourds qu’un moteur et une embase séparés d’un système stern-drive. Le compartiment moteur d’un sterndrive peut être exigu mais, les composants ne sont ni conçus ni physiquement comprimés comme pour un moteur hors-bord sur  lequel tout est placé sous un capot caréné.
Avec les deux systèmes, inboard et sterndrive, il y a un risque d’incendie et d’explosion des vapeurs de carburant dans le compartiment moteur. Généralement, ces bateaux doivent faire tourner un ventilateur pendant plusieurs minutes avant de démarrer le moteur ou lorsqu’ils tournent au ralenti ou à une vitesse inférieure à leur vitesse de croisière. Le ventilateur remplace l’air vicié du compartiment machine par de l’air frais.
En raison de leurs avantages pratiques et économiques attrayants, les sterndrives sont devenus extrêmement populaires. En particulier pour une utilisation dans la plaisance. De nombreux modèles de bateaux ne sont disponibles qu’avec une propulsion sterndrive.